# Nomada itamera
Nomada itamera là một loài Hymenoptera trong họ Apidae. Loài này được Cockerell mô tả khoa học năm 1910.